# Roger Lambrecht (wielrenner)
Roger Lambrecht (Sint-Joris-ten-Distel, 1 januari 1916 - Saint-Pol-de-Léon (Frankrijk), 4 augustus 1979) was een Belgisch wielrenner. Lambrecht was beroepsrenner van 1945 tot 1954. Hij won in de Ronde van Frankrijk 1948 de etappe naar Straatsburg en in de Ronde van Frankrijk 1949 de etappe naar Brussel.

## Belangrijkste overwinningen
1946
- Circuit de l’Aulne

1948
- 17e etappe Ronde van Frankrijk

1949
- 2e etappe Critérium du Dauphiné Libéré
- 2e etappe Ronde van Frankrijk

## Resultaten in voornaamste wedstrijden
| Jaar | Ronde van Italië | Ronde van Frankrijk | Ronde van Spanje |
| ---- | ---------------- | ------------------- | ---------------- |
| 1947 |                  |                     |                  |
| 1948 |                  | 7e (1)              |                  |
| 1949 |                  | 11e (1)             |                  |
| 1950 |                  | 13e                 |                  |
| 1952 |                  |                     |                  |

| Jaar | Gent-Wevelgem | Parijs-Roubaix | Luik-Bast.‑Luik | Parijs-Tours |
| ---- | ------------- | -------------- | --------------- | ------------ |
| 1947 |               | 34e            |                 |              |
| 1948 |               |                |                 |              |
| 1949 | 12e           |                | 27e             | 16e          |
| 1950 | 12e           |                | 35e             |              |
| 1952 |               |                |                 | 13e          |